# Scelolophia crossi
Scelolophia crossi är en fjärilsart som beskrevs av Barnes och Mcdunnough 1917. Scelolophia crossi ingår i släktet Scelolophia och familjen mätare. Inga underarter finns listade.